# Røst
Røst és un municipi situat al comtat de Nordland, Noruega. Té 551 habitants (1-1-2016), una densitat de població de 54.4 hab./km² i una superfície de 10.13 km². Forma part del districte de Lofoten. El centre administratiu del municipi és el poble de Røstlandet.

## Informació general

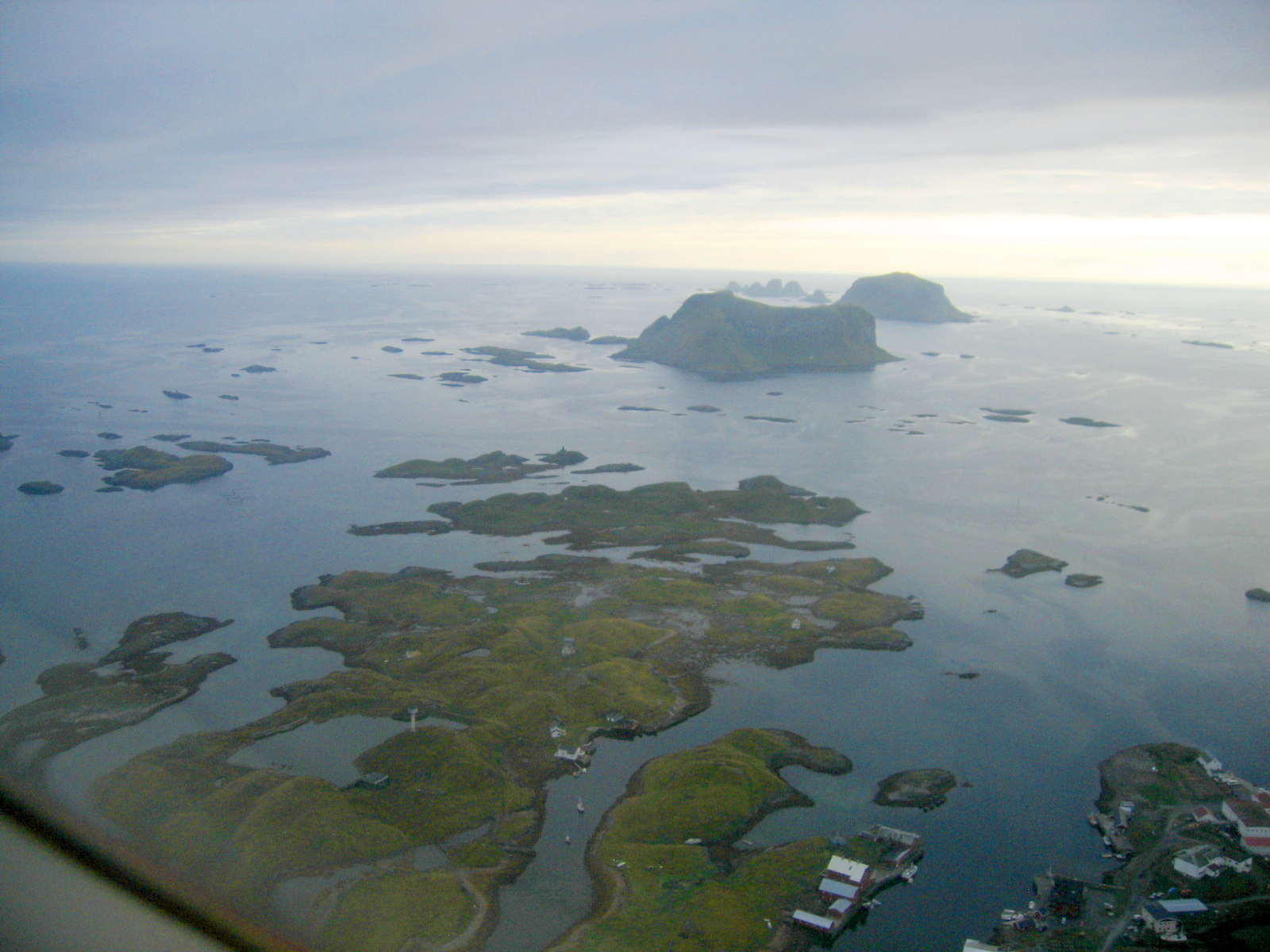
Vista aèria de Røst.

El municipi de Røst es va establir l'1 de juliol de 1928 quan es va separar del municipi de Værøy. Inicialment tenia 731 residents. Els límits del municipi no han canviat des d'aleshores.

### Nom
El municipi porta el nom de l'illa principal de Røstlandet (en Nòrdic antic: Rǫst). El nom és idèntic a la paraula rǫst que significa "remolí". (Veure Moskstraumen)

### Escut d'armes
L'escut d'armes és dels temps moderns; se'ls va concedir el 28 de novembre de 1986. L'artista era Arvid Sveen Arxivat 2013-02-15 a Wayback Machine.. Els braços mostren tres corbs marins emplomallats negres (Phalacrocorax aristotelis) sobre un fons gris. Els corbs marins tenen un paper en una llegenda local en que tres germans es poden transformar en corbs marins
Vegeu també: Escuts d'armes de Loppa i Skjervøy

### Esglésies
L'Església de Noruega té una parròquia (sokn) en el municipi de Røst. Forma part del deganat de Bodø, de la Diòcesi de Sør-Hålogaland.
| Parròquia (Sokn) | Nom de l'Església | Localitat de l'Església | Any construcció |
| ---------------- | ----------------- | ----------------------- | --------------- |
| Røst             | Església de Røst  | Røstlandet              | 1899            |

## Història
Una viva descripció de la vida medieval a l'illa ha estat lliurada pel capità de vaixell venecià naufragat Pietro Querini, que va ser rescatat pels illencs el 1432. Va descriure la societat com a molt harmoniosa i pia, i en descriu la manera en que vivien de la pesca i d'una mica d'agricultura. El Lundehund noruec, raça de gos petit tipus spitz es va originar en aquesta part de Noruega, on de forma nativa s'hauria enfilat al llarg de senders pels penya-segats per caçar frarets. La pesca és la principal activitat econòmica a Røst.

## Cultura
L'illa té una rica vida cultural. Cada any al mes de juny s'hi celebra un festival popular en honor dels frarets (puffin).(Lundefestivalen)

### Òpera Querini
El 2012 l'Òpera Querini es representa a Røst per primera vegada, narrant la dramàtica història sobre Pietro Querini que va naufragar a Røst el 1432. L'Òpera va tenir un gran èxit i es va representar novament el 2014.

## Transport

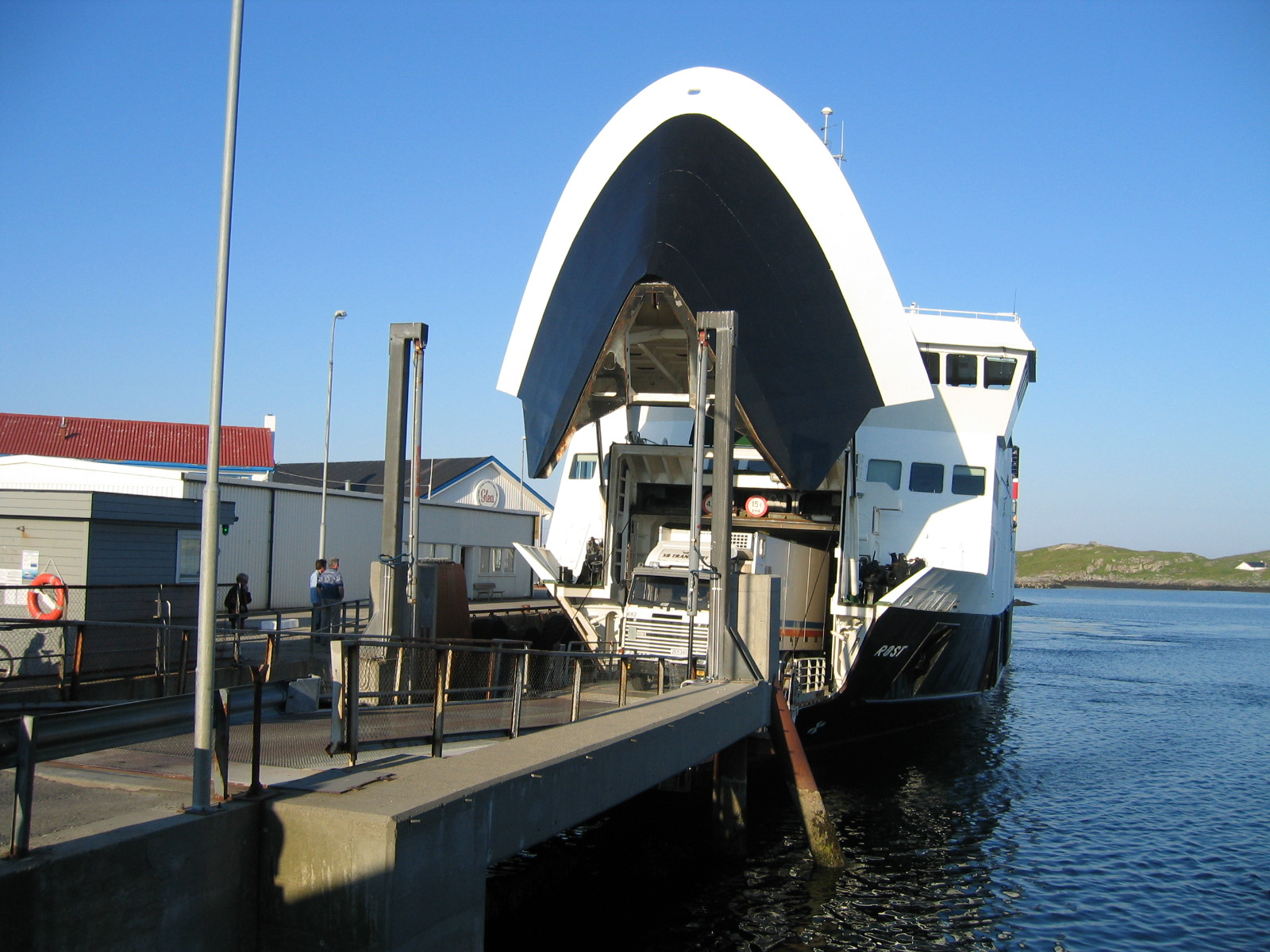
El ferri al port de Røst.

Com una illa municipi aïllada, no hi ha connexions per carretera a Røst. S'hi pot arribar per vaixell i avió. Hi ha connexions de transbordadors a la veïna Værøy i també a la ciutat de Bodø al continent. L'Aeroport de Røst compta amb vols regulars programats a Bodø.

## Economia
Durant l'hivern, la població de Røst creix fins al doble a causa del nombre de vaixells que hi arriben per pescar. Cada any, la petita illa de Røst produeix peix i productes relacionats amb la pesca per un valor de més de 40 milions de dòlars.

## Medi ambient

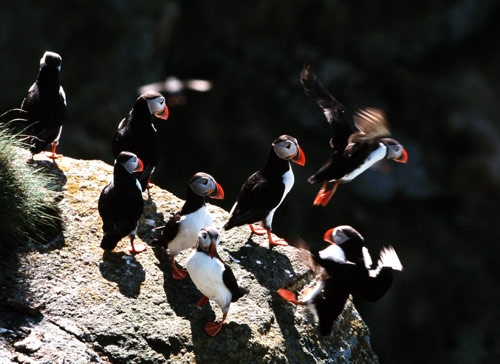
Frarets atlàntics. Røst té les majors colònies d'aus marines de Noruega.

### Geografia
Hi ha 365 illes i illots en el municipi situat a uns 100 km de la part continental, a l'extrem sud-oest de la cadena d'illes de Lofoten al Vestfjorden.

### Avifauna
Røst és un dels pocs llocs d'observació d'aus a Noruega que es coneix a tot el món. Les colònies d'aus marines que s'hi troben són considerades d'importància internacional. L'illa ofereix una gamma d'hàbitats, i com era d'esperar, és un punt de parada per a moltes espècies que estan migrant fins i tot més al nord. Durant els últims anys, els observadors d'aus han mostrat un interès per Røst durant la tardor.
El municipi també compta amb un dels majors penya-segats d'aus en l'Atlàntic Nord, amb colònies de frarets, així com colònies de corbs marins i risses.

### Clima
Røst compta amb un clima oceànic subpolar (Köppen Cfc), tendint lleugerament a clima mediterrani#Estiu Fred clima mediterrani (CSC). Røst i Værøy són conegudes pels meteoròlegs com els llocs més septentrionals del món, amb temperatures mitjanes per sobre de zero graus durant tot l'hivern. Les temperatures d'hivern al sud de Lofoten representen la major anomalia de la temperatura en el món en relació amb la latitud. La temperatura mitjana anual és de 5.8 °C (1981 a 2010), i la precipitació mitjana anual de 622 mm. Els mesos més plujosos són octubre i desembre amb 70-80 mm aproximadament de precipitació cada mes, i el període més sec és durant maig i juny, amb una mitjana de 30 mm cada mes. La precipitació varia considerablement i el juny de 2009 va registrar només 1 mm de precipitació i el juliol del mateix any només 7 mm, mentre que el desembre de 2008 es van registrar 127 mm de precipitació.
| Dades climàtiques a Røst (mitjanes 1981-2010) | Dades climàtiques a Røst (mitjanes 1981-2010) | Dades climàtiques a Røst (mitjanes 1981-2010) | Dades climàtiques a Røst (mitjanes 1981-2010) | Dades climàtiques a Røst (mitjanes 1981-2010) | Dades climàtiques a Røst (mitjanes 1981-2010) | Dades climàtiques a Røst (mitjanes 1981-2010) | Dades climàtiques a Røst (mitjanes 1981-2010) | Dades climàtiques a Røst (mitjanes 1981-2010) | Dades climàtiques a Røst (mitjanes 1981-2010) | Dades climàtiques a Røst (mitjanes 1981-2010) | Dades climàtiques a Røst (mitjanes 1981-2010) | Dades climàtiques a Røst (mitjanes 1981-2010) | Dades climàtiques a Røst (mitjanes 1981-2010) |
| Mes                                           | gen                                           | febr                                          | març                                          | abr                                           | maig                                          | juny                                          | jul                                           | ag                                            | set                                           | oct                                           | nov                                           | des                                           | anual                                         |
| --------------------------------------------- | --------------------------------------------- | --------------------------------------------- | --------------------------------------------- | --------------------------------------------- | --------------------------------------------- | --------------------------------------------- | --------------------------------------------- | --------------------------------------------- | --------------------------------------------- | --------------------------------------------- | --------------------------------------------- | --------------------------------------------- | --------------------------------------------- |
| Màxima rècord °C (°F)                         | 10.0 (50)                                     | 9.4 (48.9)                                    | 10.5 (50.9)                                   | 14.7 (58.5)                                   | 18.6 (65.5)                                   | 22.5 (72.5)                                   | 22.9 (73.2)                                   | 21.7 (71.1)                                   | 17.7 (63.9)                                   | 15.0 (59)                                     | 13.5 (56.3)                                   | 11.7 (53.1)                                   | 22.9 (73.2)                                   |
| Màxima mitjana °C (°F)                        | 3.2 (37.8)                                    | 2.7 (36.9)                                    | 3.3 (37.9)                                    | 5.1 (41.2)                                    | 8.2 (46.8)                                    | 10.5 (50.9)                                   | 13.2 (55.8)                                   | 13.5 (56.3)                                   | 11.1 (52)                                     | 8.1 (46.6)                                    | 5.5 (41.9)                                    | 3.9 (39)                                      | 7.4 (45.3)                                    |
| Mitjana diària °C (°F)                        | 1.5 (34.7)                                    | 1.1 (34)                                      | 1.6 (34.9)                                    | 3.4 (38.1)                                    | 6.5 (43.7)                                    | 8.9 (48)                                      | 11.5 (52.7)                                   | 11.9 (53.4)                                   | 9.6 (49.3)                                    | 6.7 (44.1)                                    | 3.9 (39)                                      | 2.3 (36.1)                                    | 5.8 (42.4)                                    |
| Mínima mitjana °C (°F)                        | −0.2 (31.6)                                   | −0.6 (30.9)                                   | 0.0 (32)                                      | 1.7 (35.1)                                    | 4.7 (40.5)                                    | 7.3 (45.1)                                    | 9.8 (49.6)                                    | 10.3 (50.5)                                   | 8.1 (46.6)                                    | 5.2 (41.4)                                    | 2.4 (36.3)                                    | 0.6 (33.1)                                    | 4.2 (39.6)                                    |
| Mínima rècord °C (°F)                         | −12.4 (9.7)                                   | −12.1 (10.2)                                  | −8.4 (16.9)                                   | −6.2 (20.8)                                   | −2.6 (27.3)                                   | −0.1 (31.8)                                   | 5.6 (42.1)                                    | 4.0 (39.2)                                    | 0.0 (32)                                      | −4.0 (24.8)                                   | −6.1 (21)                                     | −7.0 (19.4)                                   | −12.4 (9.7)                                   |
| Precipitació mitjana mm (polzades)            | 68.2 (2.685)                                  | 48.2 (1.898)                                  | 44.2 (1.74)                                   | 40.5 (1.594)                                  | 29.8 (1.173)                                  | 30.4 (1.197)                                  | 37.7 (1.484)                                  | 46.7 (1.839)                                  | 56.5 (2.224)                                  | 80.1 (3.154)                                  | 70.8 (2.787)                                  | 75.4 (2.969)                                  | 622.6 (24.512)                                |
| Font #1: Météo Climat                         |                                               |                                               |                                               |                                               |                                               |                                               |                                               |                                               |                                               |                                               |                                               |                                               |                                               |
| Font #2: Météo Climat                         |                                               |                                               |                                               |                                               |                                               |                                               |                                               |                                               |                                               |                                               |                                               |                                               |                                               |